# Andrej Bohinc (duhovnik)
Andrej Bohinc, slovenski rimokatoliški duhovnik in nabožni pisatelj, * 25. november 1795, Zapoge, † 30. december 1871, Cerklje na Gorenjskem.

## Življenje in delo
Rodil se je očetu Gregorju in materi Elizabeti. Po študiju bogoslovja je služboval v raznih krajih, nazadnje je bil župnik v Cerkljah na Gorenjskem. Leta 1827 je izdal je verskopoučno in molitveno knjigo Drushba verniga zhlovéka s' Bogam. To je: Navuki ino molitve (COBISS) in 1835 Drushba vérniga zhlovéka s' Bogam. To je: Nauki in molitve sa katolshke kristjane (COBISS)